# Rakouské kulturní fórum v Paříži
Rakouské kulturní fórum v Paříži (německy Österreichisches Kulturforum Paris, francouzsky Forum culturel autrichien de Paris) je jedna z poboček Rakouského kulturního fóra v Paříži. Nachází se na adrese Avenue de Villars č. 17 v 7. obvodu. Bylo otevřeno v roce 1954.

## Činnost
Posláním RKF je prezentovat rakouskou kulturu ve Francii a podporovat uměleckou a kulturní výměnu mezi Francií a Rakouskem. Centrum je podřízené rakouskému ministerstvu zahraničí a k jeho úkolům patří představovat kulturní rozmanitost Rakouska ve Francii.
Spolupracuje s francouzskými institucemi a pořádá semináře, konference, přednášky, besedy, koncerty, výstavy apod. Rakouské kulturní fórum nabízí zájemcům knihovnu, informační servis a další dokumenty týkající se Rakouska.